# رزا ریمبایووا
رُزا ریمبایووا (روسی: Рымбаева Роза؛ زادهٔ ۲۸ اکتبر ۱۹۵۷) بازیگر و خواننده اهل قزاقستان است. وی از سال ۱۹۷۶ میلادی تاکنون مشغول فعالیت بوده‌است.
او تاکنون برندهٔ جوایز گوناگونی از جمله «نشان دوستی خلق» و «جایزه کومسامول لنین» شده است. در ۲ آوریل ۲۰۰۸، او مشعل‌دار مراسم المپیک تابستانی ۲۰۰۸ در آلماتی شد.